# Évelyne Perrot
Pour les articles homonymes, voir Perrot.
Évelyne Perrot, née le 22 juin 1951, est une femme politique française. Elle est actuellement sénatrice de l'Aube.

## Biographie
Évelyne Perrot commence sa carrière politique en se présentant à la mairie de Dosches. Elle est élue maire lors des municipales de 1995 et est réélue en 2001, 2008 et 2014.
Elle est la suppléante de Yann Gaillard de 2008 à 2014,, puis de François Baroin de 2014 à 2017,. Le 17 décembre 2017, après la démission de ce dernier de son mandat parlementaire, elle est élue sénatrice de l'Aube, ayant devancé de justesse le candidat LR soutenu par François Baroin,,,.
Elle siège à la communauté de communes Forêts, Lacs, Terres en Champagne et préside l'office de tourisme des Grands Lacs et de la forêt d'Orient.